# Charopus graminicola
Charopus graminicola är en skalbaggsart som först beskrevs av Pierre François Marie Auguste Dejean 1833.  Charopus graminicola ingår i släktet Charopus, och familjen Malachiidae. Arten är reproducerande i Sverige.